# 亨利·詹姆斯
亨利·詹姆斯（英語：Henry James，1843年4月15日—1916年2月28日），美国-英国作家。他出身于纽约的上层知识分子家庭，父亲老亨利·詹姆斯是著名学者，兄长威廉·詹姆斯是知名的哲学家和心理学家。詹姆斯本人长期旅居欧洲，对19世纪末美国和欧洲的上层生活有细致入微的观察。私生活方面，他终身未婚，有史学家认为他是同性恋者，他与同时代的美国女作家伊迪丝·华顿保持着长期的友谊。
20世纪末，詹姆斯的不少作品被搬上银幕，如《仕女圖》、《华盛顿广场》等，受到了广泛的关注。亨利·詹姆斯于1911年、1912年以及1916年多次获得诺贝尔文学奖提名。

## 评价
“对亨利·詹姆斯的伟大我从未怀疑过，但在对其人其书了解之前，我无法揣测他究竟有多么伟大。”；“他早期的小说尽管精妙——但就完美而言，没有一部能比得上《仕女圖》”；“他属于旧式的美国”——伊迪丝·华顿

## 作品列表
- Roderick Hudson (1875)
- Transatlantic Sketches (1875)
- 《美国人》，The American (1877)
- 《黛西·米勒》，Daisy Miller (1878)
- 《欧洲人（英语：The Europeans）》，The Europeans (1878)
- 《貴婦畫像》，The Portrait of a Lady(1881)
- 《华盛顿广场》，Washington Square (1881)
- A Little Tour in France (1884)
- 《波士顿人（英语：The Bostonians）》，The Bostonians (1886)
- The Princess Casamassima (1886)
- The Aspern Papers (1888)
- The Tragic Muse (1890)
- Guy Domville (play, 1895)
- The Spoils of Poynton (1897)
- 《梅西的世界》What Maisie Knew (1897)
- 《螺丝在拧紧》，The Turn of the Screw (1898)
- In the Cage (1898)
- The Awkward Age (1899)
- 《鴿翼》，The Wings of the Dove (1902)
- 《大使 (小說)（英语：The Ambassadors）（或譯：奉使記）》，The Ambassadors (1903)
- The Beast in the Jungle (1903)
- 《金碗（英语：The Golden Bowl）》，The Golden Bowl (1904)
- English Hours (1905)
- The American Scene (1907)
- Italian Hours (1909)
- 《象牙塔（英语：The Ivory Tower）》，The Ivory Tower (1917)

## 資料來源
1. ↑  . NobelPrize.org.   [2019-03-08]. （原始内容存档于2017-03-18） （美国英语）.